# Martim
Martim é uma povoação portuguesa sede da Freguesia de Martim do Município de Barcelos, freguesia com 5,32 km² de área e 2051 habitantes (censo de 2021), e, por isso, uma densidade populacional de 385,5 hab./km².
Confronta a norte com a freguesia da Pousa; a nascente com a de Cabreiros e a de S. Julião de Passos, do município de Braga; a sul com a de St. Estevão de Bastuço e a poente com a de Encourados.

## História
Segundo Teotónio da Fonseca, na obra ‘O Concelho de Barcelos aquém e além Cávado’, "Martim, orago de Santa Maria sob invocação de Nossa Senhora da Expectação ou Nossa Senhora do Ó, era uma vigararia da apresentação alternativa do papa e da Mitra, Martim, segundo o padre António Gomes Pereira, vem do genitivo ‘Martini’ do nome próprio latino ‘Martinus’; Martim devia ser pois ‘Vila Martini’, a vila ou quinta do Senhor Martim, para mais tarde se transformar na freguesia desse nome. 
Esta freguesia vem nas Inquirições de 1220, com a designação de ‘Santa Maria de Martim’, da terra de Penafiel de Bastuzo. Nestas Inquirições se diz que o Rei não tem aqui reguendo algum e que daqui não cobra foro. Disseram mais que esta freguesia era metade do Rei e que o Rei D. Sancho a deu ao Senhor Pedro Afonso e sua mulher; que ouviram dizer que esta doação foi feita por carta, mas que a não viram; que esta igreja tem sesmarias e um casal, Vilar de Frades 9 casais, Tibães 15 casais e Braga 1 casal. 
Esta freguesia, conjuntamente com a sua vizinha de Encourados, era couto, conhecido pelo couto de Martim. Não se sabe quando perdeu esta regalia. 
Está situada em planície, nas margens do Cávado, entre o rio e o monte de Airó, ao sul. Confronta pelo Norte com a freguesia da Pousa; pelo nascente com a de Cabreiros e a de S. Julião de Passos, do concelho de Braga; pelo sul com a de St. Estevão de Bastuço e pelo poente com a de Encourados.
É fertilizada pelo ribeiro de Labriosque que nasce em S. Julião de Passos, atravessando esta freguesia da Pousa, vai lançar-se no Cávado, e pelo ribeiro de Vilar que nasce em Bastuço Santo Estevão, atravessa esta freguesia, a de Encourados e a de Areias de Vilar e vai também desaguar naquele rio.” 
Entretanto, da história dos últimos anos da freguesia também há muito a contar. Muitas tradições mantém-se há anos, algumas nem se conhece o início da sua celebração. Outras há que são bem mais recentes, mas já fazem parte da história da localidade. A celebração do Dia de Martim, cuja primeira edição se realizou em 2002, é uma delas. 
Na história de Martim fica também gravado a realização do Desfile de Carnaval, que se realizou durante 10 anos e trazia multidões a Martim. A recuperação da tradição do Arco das Cruzes para a Festa das Cruzes, promovida pelo Município de Barcelos, é outro elemento da história que a todos nos deixa orgulhosos. 
Na história da freguesia ficam também os equipamentos e infra-estruturas que se conseguiram requalificar e construir. São exemplo disso, o Jardim de Infância de Martim, o Complexo Desportivo de Martim e a Unidade de Saúde de Martim.

## Demografia
A população registada nos censos foi:
| Distribuição da População por Grupos Etários | Distribuição da População por Grupos Etários | Distribuição da População por Grupos Etários | Distribuição da População por Grupos Etários | Distribuição da População por Grupos Etários |
| -------------------------------------------- | -------------------------------------------- | -------------------------------------------- | -------------------------------------------- | -------------------------------------------- |
| Ano                                          | 0-14 Anos                                    | 15-24 Anos                                   | 25-64 Anos                                   | > 65 Anos                                    |
| 2001                                         | 632                                          | 442                                          | 1158                                         | 179                                          |
| 2011                                         | 457                                          | 364                                          | 1338                                         | 216                                          |
| 2021                                         | 236                                          | 295                                          | 1232                                         | 288                                          |

## Património
- Igreja Paroquial de Santa Maria de Martim. Edifício, em estilo barroco relativamente antigo, talvez do século XVIII. [5]
- Capela de Santo António. Capela antiga ainda que não se possa determinar a data da sua fundação. A sua arquitetura parece ser do século XVIII. [5]
- Escola EB1.
- Jardim de Infância de Martim.
- Complexo Desportivo de Martim.
- Unidade de Saúde Familiar de Martim

## Geografia
Atravessa a freguesia o rio Labriosque, existindo um moinho hidráulico.

## Festividades
- Festas de Martim em Honra de Santo António
- Festas em honra do Santíssimo Sacramento
- Dia de Martim (15 de agosto)

## Associações
- Académico FC Martim - nasceu em 1964
- Casa do Povo de Martim _ Grupo Folclórico da Casa do Povo - nasceu em 1983. O Grupo Folclórico da Casa do Povo de Martim, integra as freguesias de Martim, Pousa, Encourados e Areias de Vilar
- Casa do Povo de Martim _ Futebol Feminino - desde 1998
- Casa do Povo de Martim _ Lutas Amadoras - desde 2001
- Agrupamento de Escuteiros 1024 - desde 1994
- Associação de Pais e Encarregados de Educação da Escola Básica do 1º Ciclo e do Jardim de Infância de Martim

## Política

### Eleições autárquicas
| Data | %       | V       | %       | V       | %     | V   | %       | V       | %     | V  | %       | V       |
| Data | PPD/PSD | PPD/PSD | CDS-PP  | CDS-PP  | IND   | IND | APU/CDU | APU/CDU | PS    | PS | PSD-CDS | PSD-CDS |
| ---- | ------- | ------- | ------- | ------- | ----- | --- | ------- | ------- | ----- | -- | ------- | ------- |
| 1976 | 46,22   | 3       | 25,05   | 2       | 23,57 | 2   |         |         |       |    |         |         |
| 1979 | 40,74   | 4       | 26,89   | 3       |       |     | 14,49   | 1       | 14,01 | 1  |         |         |
| 1982 | 18,13   | 2       | 27,73   | 4       | 1,58  | -   | 49,54   | 7       |       |    |         |         |
| 1985 | 18,53   | 2       | 15,85   | 1       |       |     | 60,61   | 6       |       |    |         |         |
| 1989 | 28,92   | 3       | 10,65   | 1       | 2,26  | -   | 55,59   | 5       |       |    |         |         |
| 1993 | 32,18   | 3       | 9,04    | -       |       |     | 56,24   | 6       |       |    |         |         |
| 1997 | 39,55   | 4       | 11,16   | 1       | 1,14  | -   | 45,22   | 4       |       |    |         |         |
| 2001 | 32,32   | 3       |         |         | 64,65 | 6   | 1,23    | -       |       |    |         |         |
| 2005 | 15,72   | 1       | 75,66   | 8       | 1,17  | -   | 4,46    | -       |       |    |         |         |
| 2009 | 20,14   | 2       | 75,49   | 7       | 3,13  | -   |         |         |       |    |         |         |
| 2013 |         |         |         |         | 76,76 | 8   | 16,87   | 1       |       |    |         |         |
| 2017 | CDS-PP  | CDS-PP  | PPD/PSD | PPD/PSD | 61,79 | 6   | 5,42    | -       | 30,38 | 3  |         |         |